# 那覇市立首里中学校
那覇市立首里中学校（なはしりつ しゅりちゅうがっこう）は、沖縄県那覇市首里汀良町二丁目にある市立中学校。

## 沿革
- 1948年（昭和23年）4月8日-開校式
- 1954年（昭和29年）8月31日-那覇市との合併により那覇教育区立首里中学校となる
- 1964年（昭和39年）10月-図書館竣工（創立10周年記念）
- 1972年（昭和47年）4月1日-本土復帰に伴い、那覇市立首里中学校となる
- 1982年（昭和57年）4月1日-新校舎（普通教室・管理室）完成
- 1983年（昭和58年）12月1日-新校舎特別教室棟完成
- 1986年（昭和61年）2月25日-プール完成
- 1996年（平成8年） 3月28日-体育館及び校門完成
- 1997年（平成9年） 3月6日-運動場完成
- 2006年（平成18年）4月1日-那覇市全小・中学校2学期制実施

## 通学区域
首里赤田町(全部)、首里赤平町(全部)、首里池端町(全部)、首里石嶺町2丁目192番地～254番地、258番地～265番地、首里大中町(全部)、首里金城町1丁目2番地、首里儀保町(全部)、首里久場川町(全部)、首里崎山町1丁目～3丁目(全部)、首里崎山町4丁目1番地～54番地、86番地～103番地、200番地～203番地、首里末吉町1丁目1番地～3番地、首里汀良町(全部)、首里当蔵町(全部)、首里桃原町(全部)、首里鳥堀町(全部)、首里真和志町(全部)、首里山川町(全部)、字松川437番地～441番地、445番地～451番地、455番地～458番地、480番地～485番地、532番地～542番地

## 交通アクセス
- 沖縄都市モノレール線(ゆいレール)首里駅より徒歩約2分

## 著名な出身者
- 知念覚 - 那覇市長
- 首里のすけ - タレント、オリジン・コーポレーション代表
- 大城卓三　-読売巨人軍　捕手